# Harry Potter in kamen modrosti (film)
Harry Potter in Kamen modrosti (izvirno angleško Harry Potter and the Philospoher's stone ali Harry Potter and the Sorcerer's Stone v ZDA) je fantazijski film, posnet leta 2001 po istoimenskem romanu pisateljice J. K. Rowling. Je prvi v filmski seriji, režiral ga je Chris Columbus, posnet pa je bil v Veliki Britaniji.
Govori o slavnem čarovniku Harryju Potterju in njegovih dogodivščinah v prvem letu šolanja na Bradavičarki.
Zaslužek filma v kinematografih ocenjujejo na približno 976 milijonov ameriških dolarjev.

## Igralci
Igralec (vloga)
Glavni igralci:
- Daniel Radcliffe (Harry Potter)
- Rupert Grint (Ron Weasley)
- Emma Watson (Hermiona Granger)